# Nina Kurpyakova
Nina Kurpyakova (Moscú, Rusia; 5 de agosto de 1983) una actriz, cantante, conductora y productora de cine rusa.

## Biografía
Nina Kurpyakova nació el 5 de agosto de 1983 en Moscú, Rusia. Se graduó de la escuela de danza clásica con un título en bailarina del ballet clásico. Estudió danza contemporánea en París (Centro Internacional de Dance Jazz). Después de graduarse de la Universidad Ruso de Arte Teatral - GITIS (enlace roto disponible en Internet Archive; véase el historial, la primera versión y la última)., recibió una invitación para actuar en el Teatro Académico de Sátira de Moscú, donde en 2007 hizo su debut en el papel principal (De Mont Blanc) en la obra "La brida negra de la yegua blanca". En 2008 se convirtió en locutora del programa de televisión Sklok Show en el canal Stolitsa. En 2009 se prueba en la radio como locutora del programa de la radio "Megapolis". Desde 2011, ha estado colaborando con el Teatro Yury Vasiliev, donde el papel principal (Natalie Voronina) en la obra "Toy Seller" se convirtió en el estreno. Protagonizó mucho y fructíferamente películas y programas de televisión. En 2013, completó un curso de formación en Cinemático Film School en el departamento de producción. Su trabajo de diploma fue el cortometraje La hora, en el que Nina actuó como productora, coguionista y protagonizó el papel principal. La película ha ganado premios. Además de trabajar en cine y teatro, Nina Kurpyakova apoya proyectos culturales, sociales y benéficos.
Desde 2017 vive en Argentina (Buenos Aires). 
El 24 de abril de 2018 se casó con el empresario argentino Germán Osvaldo Villamarin de quien se divorció en 2022.
Desde el 14 de diciembre de 2022 está casada con el fundador y presidende BlueBanking LATAM Diego Adolfo Staffolani.

## Formación académica
1990 - 1999 Academia estatal de coreografía de Moscú (Rusia). Título: Artista de Ballet Clásico.
1999 - 2002 Instituto “Centro International de Dance Jazz” (París, Francia) Título: Maestro coreógrafo.
2002 - 2006 Academia Rusa de Artes Teatrales (Moscú, Rusia) Título: actriz.
2009 - 2013 Universidad Cinemático (Moscú, Rusia) Título: productor de películas.

## Experiencia laboral
- Dos años como actriz en el Teatro Sátira. (Moscú, Rusia)
- Tres años como bailarina y actriz en el Teatro Murciélago “Летучая мышь”. (Moscú, Rusia)
- Dos años como bailarina y actriz en el Show Musical Drácula “Дракула“. (Moscú, Rusia)
- Dos años como conductora de televisión Tock Show “Ток шоу“. (Moscú, Rusia)
- Tres años como conductora en una emisora de radio, estación “Megapolis”. (Moscú, Rusia)

## Experiencia en cine
2017 - “Juego con el fuego”, interpretando a Alla (Director V. Donskov, Amalgama)
2017 - “Horda Dorada”, interpretando a Avdotia (Director T. Alpatov, Marsmedia)
2016 - “Circunstancias Familiares”, rol protagónico Nastia (Director O. Dobrova Kulikova, Amedia)
2015 - “Jaula de Oro”, interpretando a Eva (Director S. Keshishev, Illusion)
2015 - “Sklifosovskiy”, interpretando a Masha Petrenko (Director Y. Krasnovskaia, Ruskaia)
2015 - “Vida después de vida”, interpretando a Tamara (Director M. Vasserbaum, Star Media)
2015 - “Vikingo 2”, rol protagónico Olga ( Director S. Mareev, Green Film)
2014 - “La Carroza Verde”, interpretando Ninochka (Director O. Asadulin, Productora Propeller)
2014 - “Vlasik Sombra de Stalin”, interpretando Eugenia Alliluieva (Director A.Muradov, Pimanov Film)
2013 - “La Felicidad de Aniuta”, interpretando a Larisa (Director B. Rabei, Ruskoe)
2013 - “Hora”, rol protagónico Olga Kazakova (Director M. Migunova, “3Q Cinema”, producción general Nina Kurpyakova, autores del escenario S. Borisionok y N. Kurpyakova)
2013 - “Hermosa hasta la Muerte”, interpretando a Elizabeth (Director E.Dvigubskaia)
2012 - “Personal del Fiscal Savelieva”, interpretando a Nadiezhda Lebediova (Director S.Krutov, Piramida)
2012 - “Reconocimiento Militar. Frontera Norte”, rol protagónico Rita Brusnika (Director P. Amelin, Green Film)
2011 - “Era tu Amada”, rol protagónico Tatiana Jomutova (Director S. Kirinenko, Pro100Film)
2011 - “Amazonas”, interpretando a Natasha (Director V. Vlasova, V. Lavrientiev, Nuevo Proyecto)
2009 - 2011 - “Margosha”, interpretando a Anastasia Goncharova (Director A.Goncharova, S. Arlantov, Kosta Film)
2010 - “La Profesora”, rol protagónico Olga (Director D. Orlov, Telemost)
2010 - “Cielo en el Fuego”, rol protagónico Fira/Esfir Natanson (Director D. Cherkasov, Star Media)
2010 - “Rusia: Huevos del Destino (enlace roto disponible en Internet Archive; véase el historial, la primera versión y la última).” (Director G. Orlov, Komedi Club)
2010 - “Moscú no se construyó en un día”, interpretando a Galina (Director M. Imbragimenkov)
2009 - “Vareñka, Prueba del Amor”, interpretando a Ludmila (Director V. Deviatilov, Ruskoe)
2009 - “Mío”, interpretando Svetlana (Director A. Komkov, Ruskoe)
2009 - “Una vez habrá Amor”, rol secundario(Director D. Maganov, LeanM)
2008 - 2011 - “Alianza”, rol secundario (Director D. Ivanovskaia, RWS)
2008 - “Bruja Amada (enlace roto disponible en Internet Archive; véase el historial, la primera versión y la última).”, rol protagónico Vika (Director A. Kiriushenko, LeanM)
2008 - “Ángel Travieso”, rol secundario (Director A. Sujorev, RWS)
2008 - “Vida que nunca sucedió (enlace roto disponible en Internet Archive; véase el historial, la primera versión y la última).”, interpretando a Liudmila Bialko ( Director L. Mazor, Amedia)
2008 - “Llaves de Felicidad”, rol secundario (Director R. Prosvirnin, Ruskoe)
2008 - “La Hora de Volkov”, interpretando a Lida (Director E. Grammatikov, Telestancia)
2008 - “Campeón”, interpretando a Marga
2008 - “Si me Amas, demuéstralo”, rol protagónico Ona (Director N. Korotchenko, Amadeus Film)
2008 - “de Alexandrov 3. Cazando a Berio (enlace roto disponible en Internet Archive; véase el historial, la primera versión y la última).”, interpretando a Antonina (Director A. Pimanov, Pimanov y Socios)
2007 - “Madres e Hijas”, interpretando a Katia (Director K. Angelina, LeanM)
2007 - “Nieve que cae”, interpretando a Zinaida Volskaia (Director M. Migunova, Piramida)
2007 - “Día de Tatiana”, interpretando a Valeria (Director M. Mokeev, Amedia)
2006 - 2011 - “Detectives”, interpretando a Svetlana/Elena (Director D. Tijon)
2006 - “Hermanos Diferentes”, rol protagónico Marina (Director R. Fokin, Amedia)
2006 - “Sabe Sobre el Sexo (enlace roto disponible en Internet Archive; véase el historial, la primera versión y la última).”, interpretando a Alina (Director A. Gordeev, Park Cinema Production)
2005 - “4 (enlace roto disponible en Internet Archive; véase el historial, la primera versión y la última).”, interpretando a Viktoria (Director S. Arlanov, LeanM)
2005 - “Mientras el Coche Espera”, rol protagónico Nastia (Director A. Koval, Dalta)
2005 - “Aventurera”, rol secundaria (Director D. Diachenko)
2005 - “Liuba, Niños y Fábrica”, interpretando a Anna (Director L. Mazor, Amedia)
2005 - “Aeropuerto”, interpretando a Krestina (Director A. Gulianov)
2003 - 2005 - “El Abogado”, interpretando a Alina (Director A. Sokolov)
2001 - “La Cena”, rol protagónico Nastia (Director Y. Pausova)
2000 - “Juego del Amor”, interpretando a la bailarina (Director E. Ginzburg)

## Trabajo como productora de las películas
En el año 2014, escribí el guion y produje el cortometraje “La Hora”. La película fue presentada en 38 festivales mundiales de cine, incluyendo UNCIPAR, Festival Argentino de cortos (Villa Gesell).

### Premios internacionales del cortometraje mencionado
2015 - Mejor Película Rusa. Otorgado en el Festival Armenio Internacional de Cine Femenino «KIN» Ciudad Ereván, Armenia.
2015 - Mejor Cortometraje. Otorgado por “Aplausos Dorados”. Ciudad Chelíabinsk, Rusia.
2014 - Mejor Cortometraje. Otorgado en el “Ángel Radiante” Festival Internacional de Cine de la Caridad.
2014 - Gran Premio Mejor Película. Otorgado en el Festival “Provzgliad”.
2014 - Estatua de Bronce. Otorgado en el “Film Fórum Golden Knight (enlace roto disponible en Internet Archive; véase el historial, la primera versión y la última).“.
2014 - Dos Diplomas de Primera Categoría. Otorgado en el Festival Internacional “Luz para el Mundo”.
2014 - Reconocimiento de parte del público. Otorgado en el Festival Internacional “Real Héroes Film Festival”.
En el año 2016, especialmente por un pedido del canal de televisión principal, escribí el guion de una novela (8 capítulos) en base al cortometraje “La Hora”.

## Actividades personales
A partir del año 2015 comenzó organizar una serie de cenas de caridad, bajo el nombre “Regala Felicidad con Nina Kurpyakova”, orientadas a recaudar fondos para ayudar a los niños discapacitados. Las reuniones fueron patrocinadas por actores reconocidos, mecenas y políticos rusos.